# Quelpartoniscus tsushimaensis
Quelpartoniscus tsushimaensis is een pissebed uit de familie Scyphacidae. De wetenschappelijke naam van de soort is voor het eerst geldig gepubliceerd in 1990 door Nunomura.